# 피에르 퐁

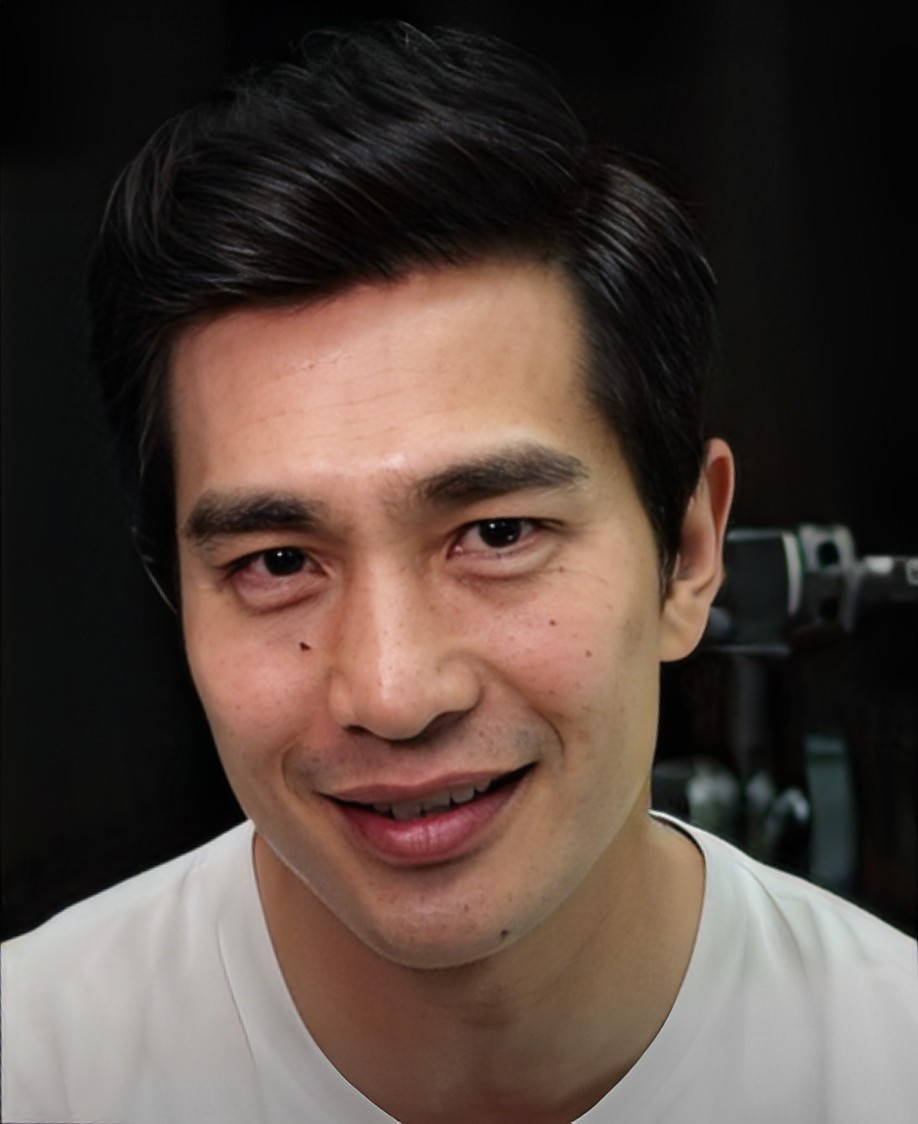

피에르 픙(Pierre Png, 1973년 10월 29일 ~ )은 싱가포르의 배우이다.
싱가포르에서 태어났다.

## 영화
- 메이 앤 준 (2018년) - 코치 마이클 역
- 낫씽 투 루즈 (2002년)
- 디 아이 (2002년)
- 닭볶음밥 전쟁 (2000년)
- 디스코 포에버 (1998년)